# ناوچه کلاس کنکورد
ناوچه کلاس کنکورد (به انگلیسی: Concorde class frigate) یک کشتی است که طول آن 44.2 metres می‌باشد.